# بريكراسنايا داليوكا (أغنية)
بريكراسنايا داليوكا (الروسية: Прекрасное далёко) أغنية للملحن يفجيني كريلاتوف، وكلمات الشاعر يوري إنتين. اكتسبت شهرة واسعة بعد عرض فيلم ضيف من المستقبل عام 1985، حيث عُرضت أول مرة.

## القصة
في مارس 1985، وخلال عطلة الربيع المدرسية، بدأ التلفزيون المركزي عرض مسلسل الأطفال التلفزيوني ضيف من المستقبل. وفي نهاية الفيلم، عُرضت أغنية تحمل كلمات بريكراسنايا داليوكا "الرائع البعيد"، من كلمات يوري إنتين ولحن يفجيني كريلاتوف. وكانت أجزاء من اللحن الذي تؤدى به الأغنية قد سُمعت سابقًا في الفيلم. غنت تاتيانا داسكوفسكايا الأغنية في الفيلم. لكن أداءها لم يُرضِ الملحن يفجيني كريلاتوف، فاقترح على الثلاثي ميريديان تسجيل نسختهم. وبعد شهر من التدريبات في إيفانوفو، حضر الثلاثي إلى موسكو وعرضوا النسخة النهائية على كريلاتوف. سُرّ الملحن، لكنه حضر التسجيل بنفسه وأجرى تعديلات المؤلف. في سبتمبر 1985، عُرضت الأغنية في العدد الشهري من مجلة الأغنية-85. بعد البث الأول، غُمرت محطة التلفزيون المركزية برسائل تحمل محتوى "ثلاثي ميريديان هم الفائزون بمهرجان الأغنية-85". بعد الاستماع لآراء مشاهدي التلفزيون، أصبحت هذه الأغنية، إلى جانب المؤدين، حائزة على جائزة مهرجان الأغنية-85.
قال كريلاتوف في عام 2002، "إنها نداء، وصلاة، ونداء من أجل الأطفال، حتى يعيشوا حياة أفضل منا".
تتضمن الكلمات الأصلية المستخدمة في المسلسل التلفزيوني عبارة "إنه [الصوت] لا يدعوني إلى أراضٍ سماوية". في نسخة لاحقة غنتها جوقة الأطفال الكبار، عُدِّلت العبارة إلى "إنه يدعوني إلى أراضٍ رائعة".
استنادًا إلى عنوان الأغنية، غالبًا ما تُستخدم عبارة "الرائع البعيد" في الصحافة للإشارة إلى المستقبل المشرق والكون الموضح في المسلسل والأعمال الأخرى عن أليسا سيليزنيفا، بطلة مسلسل ضيف من المستقبل.
في عام 2023، ظهرت الأغنية في محاكاة ساخرة لفيلم ليونيد جايداي إيفان فاسيليفيتش يغير المهنة بعنوان إيفان فاسيليفيتش يغير كل شيء وأداها كل من بولناليبفي وباستا.

## الكتب
- Крылатов Е. П. (1988). Прекрасное далеко. Песни для детей и юношества. Для пения (соло, ансамбль, хор) в сопровождении фортепиано. М.: Советский композитор. ص. 144.